# Jeff Bucknum
Jeffrey Alan „Jeff“ Bucknum (* 12. Juli 1966 in Glendale, Kalifornien) ist ein ehemaliger US-amerikanischer Automobilrennfahrer.

## Karriere
Jeff Buckum ist der Sohn des 1992 verstorbenen Ronnie Bucknum, der in den 1960er-Jahren der erste Honda Racing F1-Pilot war.
Jeff Bucknum versuchte in die Fußstapfen seines Vaters zu treten, als er ebenfalls eine Rennkarriere anstrebte, war dabei jedoch bis heute noch nicht sehr erfolgreich. 2005 startete er bei vier Rennen der Indy Racing League mit dem zehnten Rang beim Rennen am Infineon Raceway als bester Platzierung. Daneben fuhr der Amerikaner auch einige Rennen in der LMP-2-Klasse der American Le Mans Series.
2005 debütierte er bei den 500 Meilen von Indianapolis, konnte sich jedoch nicht klassieren. 2006 war er schon in der zweiten Runde in einen Unfall verwickelt und beendete das Rennen schließlich auf dem 32. Platz. Bei sechs Rennen der Indy Racing League war er auch 2006 am Start, eine Platzierung im Spitzenfeld konnte er nicht verbuchen.

## Statistik

### Le-Mans-Ergebnisse
| Jahr | Team                | Fahrzeug     | Teamkollege   | Teamkollege   | Platzierung | Ausfallgrund |
| ---- | ------------------- | ------------ | ------------- | ------------- | ----------- | ------------ |
| 2003 | Team Bucknum Racing | Pilbeam MP91 | Bryan Willman | Chris McMurry | Ausfall     | Defekt       |

### Sebring-Ergebnisse
| Jahr | Team                | Fahrzeug     | Teamkollege   | Teamkollege     | Platzierung             | Ausfallgrund  |
| ---- | ------------------- | ------------ | ------------- | --------------- | ----------------------- | ------------- |
| 2002 | Team Bucknum Racing | Pilbeam MP84 | Dick Downs    | Allan Ziegelman | Ausfall                 | Motorschaden  |
| 2003 | Team Bucknum Racing | Pilbeam MP91 | Bryan Willman | Chris McMurry   | Ausfall                 | Elektrik      |
| 2004 | Team Bucknum Racing | Pilbeam MP91 | Bryan Willman | Chris McMurry   | Ausfall                 | Reifenschaden |
| 2005 | Team Bucknum Racing | Courage C65  | Ian James     | Chris McMurry   | Rang 11 und Klassensieg |               |